# San Pietro alla Magione
Die Kirche San Pietro alla Magione befindet sich in Siena in der Via Camollia.

## Geschichte
Seit 998 urkundlich erwähnt, gehört die Kirche seit dem 12. Jahrhundert dem Templerorden, was aus einem Dokument von 1148 hervorgeht. Die Templer unterhielten ein Pilgerhospiz (la Magione), von dem die Kirche ihren Namen erhielt. Nach der Unterdrückung der Templer im Jahr 1312 ging die Kirche an den Johanniterorden, der später den Namen Malteserorden erhielt. Die Kirche ging vom Malteserorden an die Diözese über und wurde zu einer Pfarre, die heute noch existiert. Im angrenzenden 1526 erbauten Oratorium, nach der Darstellung Mariens im Tempel benannt, ist das lokale Zentrum der Salesianer Don Boscos von Siena, das inspiriert von der Spiritualität Don Boscos für die christliche und menschliche Erziehung junger Menschen seit einigen Jahren präsent und aktiv ist. Die Kirche ist nach wie vor der Ort für Treffen und Feiern der sienesischen Sektion des Souveränen Malteserordens. Im Jahr 1980 war sie Gastgeber des damaligen Großmeisters, Angelo de Mojana di Cologna, anlässlich der Zeremonie der Verleihung des Titels Souverän durch den Orden an die Contrade des Stachelschweins, in deren Gebiet die Kirche steht.

## Beschreibung
Das Steingebäude im romanischen Stil, mit vorgesetzter Treppe, besitzt eine Giebelfassade aus dem 12. oder 13. Jahrhundert mit gotischem Portal aus dem 14. Jahrhundert und krönenden Bögen, die zu Beginn des 20. Jahrhunderts beliebig wieder aufgebaut wurden. Außerhalb, auf der Rückseite neben der Apsis, befindet sich der charakteristische, für die Templer typische Glockenturm. Auf der rechten Seite befindet sich eine gemauerte Kapelle, die in den Jahren 1523 bis 1526 als Votivgabe für die Pest erbaut wurde.
Das strenge Erscheinungsbild des Innenraums, mit einem einzigen Kirchenschiff, das von schmalen Fenstern beleuchtet wird, mit einem erhöhten Presbyterium, einer Apsis und einem Fachwerkdach, ist auf die Restaurierung von 1957 zurückzuführen. Unter den Kunstwerken ist ein gotischer Tabernakel neben dem Hauptaltar aus der zweiten Hälfte des 14. Jahrhunderts und Fragmente von monochromen Fresken (Kreuzigung und biblische Geschichten) von Cristoforo di Bindoccio und Meo di Pero, vom Ende des 14. Jahrhunderts, aus einem Raum des Hospizes zu sehen.
In der Kapelle auf der rechten Seite befindet sich eine Madonna mit Kind aus dem 16. Jahrhundert von Bartolomeo Neroni, bekannt als Riccio, die Madonna mit den heiligen Johannes dem Täufer und heiligen Petrus von Diego Pesco (1760) und zwei sehr bescheidene Gemälde aus dem 17. Jahrhundert mit zweifelhafter Zuschreibung, die den heiligen Hugo und das Martyrium des heiligen Domninus auf der linken bzw. rechten Seite darstellen.

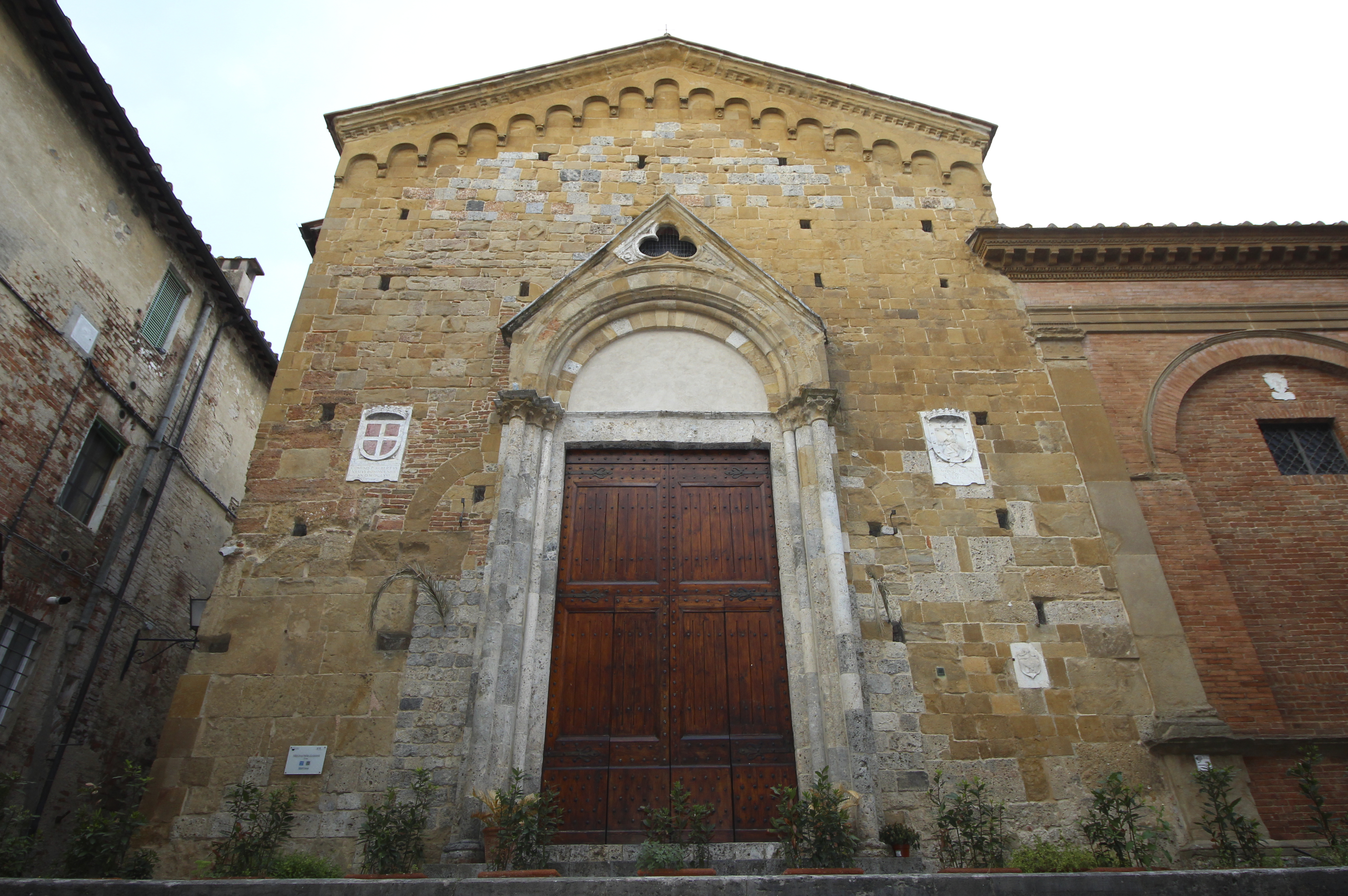
Fassade von San Pietro alla Magione
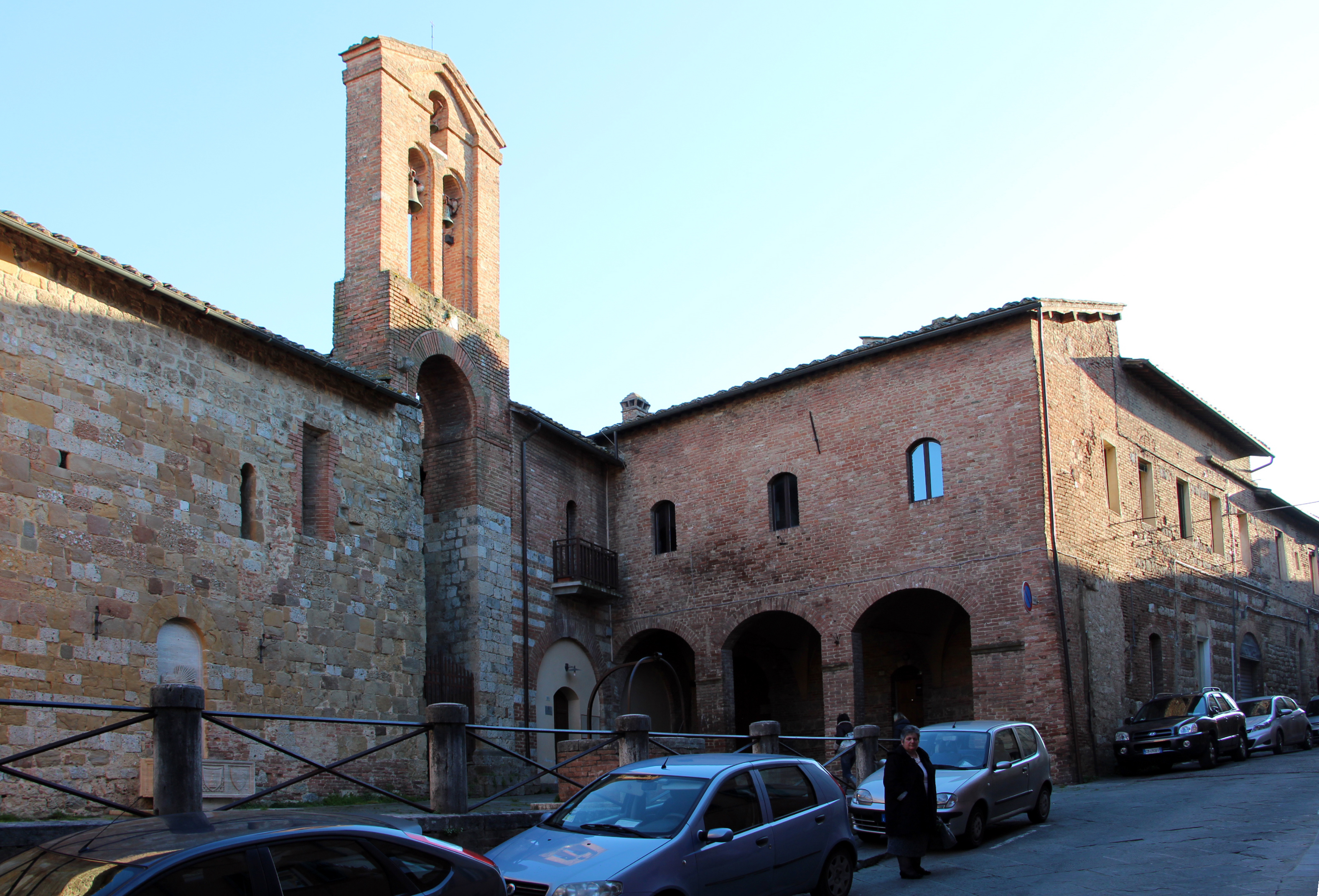
Blick auf die rechte Seite und den Glockenturm
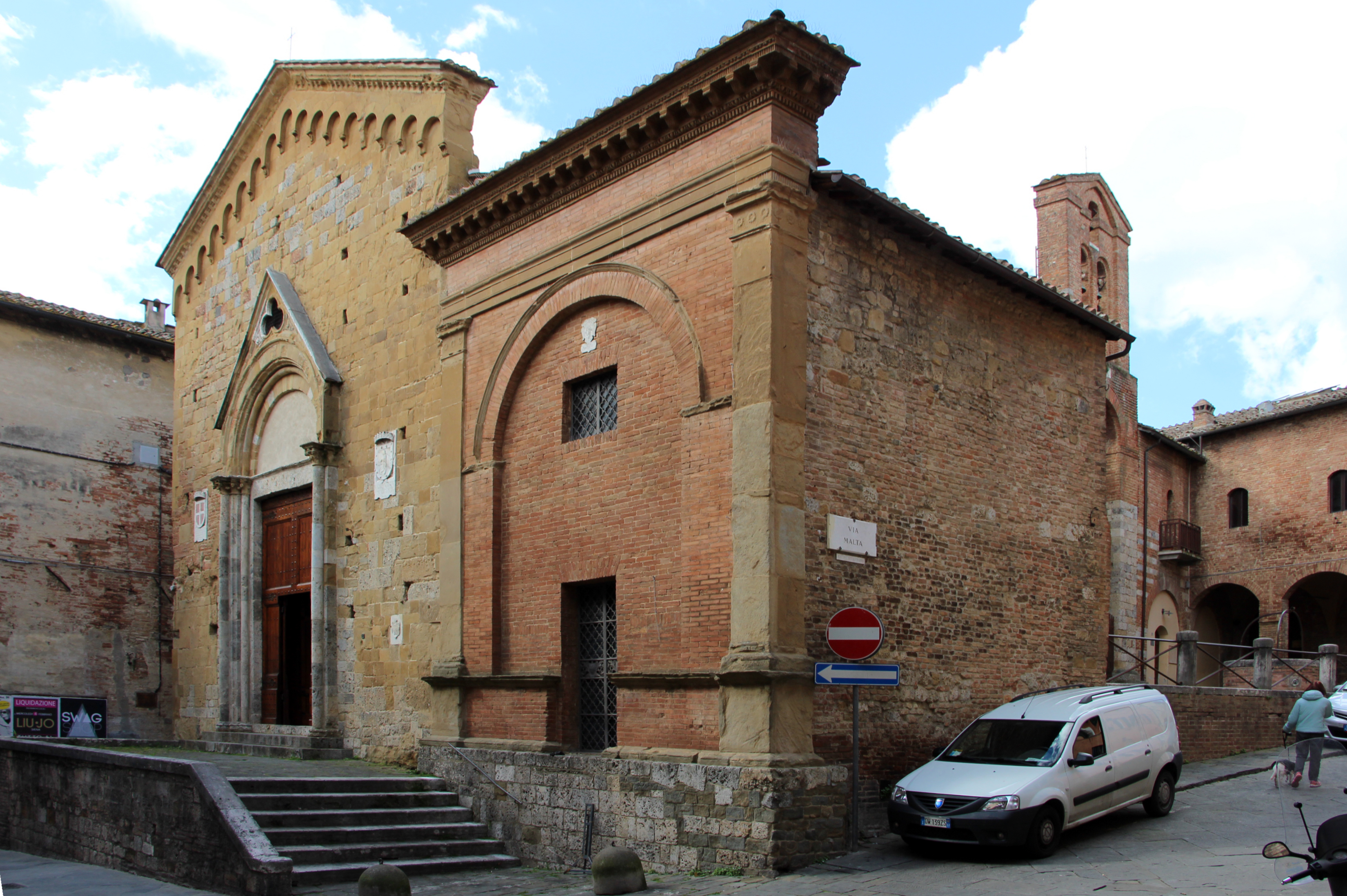
Fassade und Seitenkapelle aus dem 16. Jahrhundert
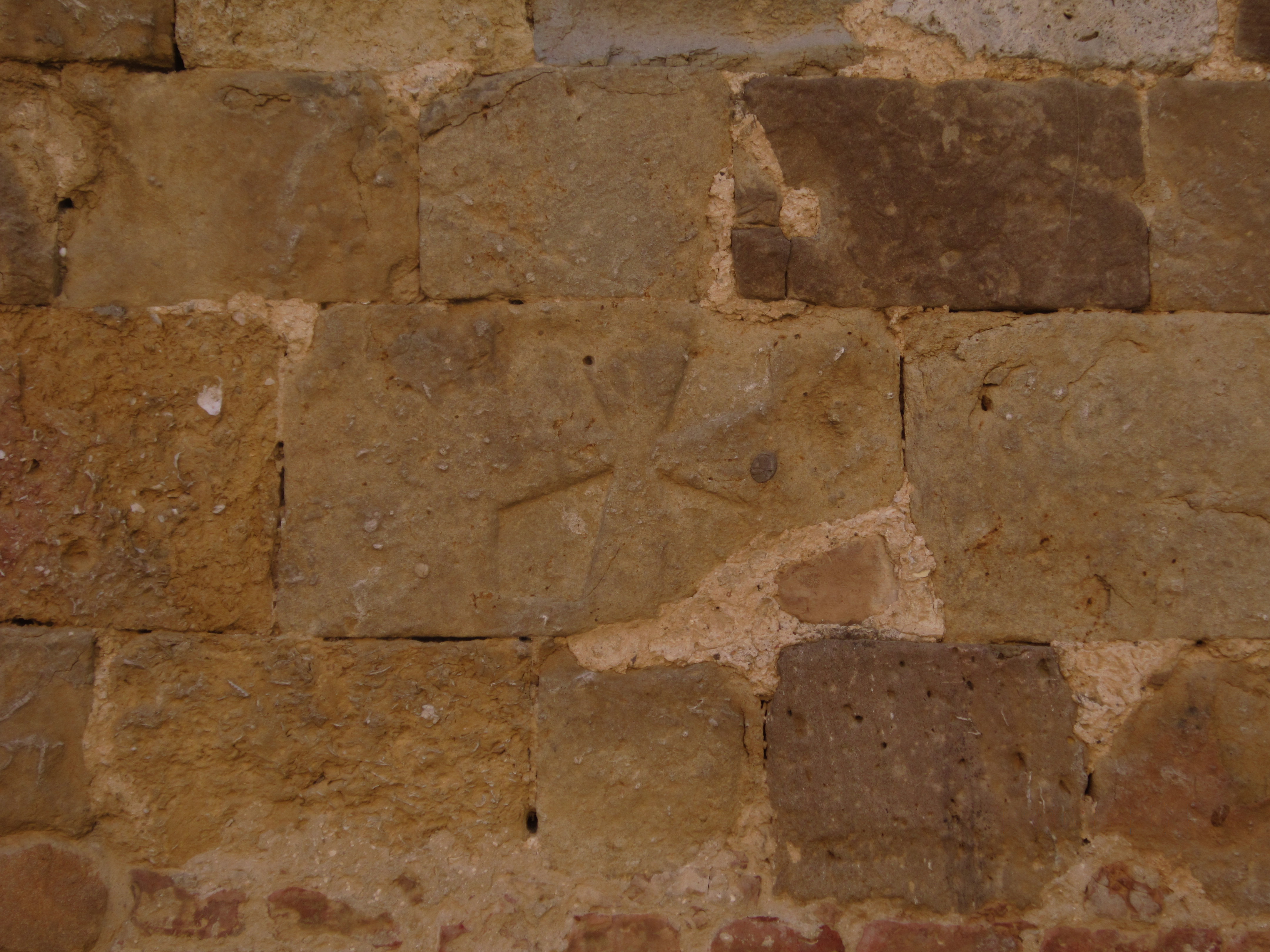
Templerkreuz auf der rechten Seite